# Горковенко, Николай Романович
Николай Романович Горковенко (19 декабря 1921 — 22 января 1986) — передовик советской цветной металлургии, бригадир очистной бригады прииска «Аллах-Юнь» объединения «Якутзолото» Министерства цветной металлургии СССР, Якутская АССР, Герой Социалистического Труда (1971).

## Биография
Родился 19 декабря 1921 года в селе Ново-Кусково, Томского уезда Томской губернии, в украинской семье.
С 1941 года проживал в Аллах-Юньском районе Якутской АССР. Трудился в старательских артелях Евканджинского и других приисков. Добывал золотую руду. В 1957 году произошла ликвидация треста, работать Горковенко стал в Якутском совнархозе на прииске Аллах-Юнь. Работы велись открытым способом до 1960 года, когда добычу стали производить в шахтах. Сначала работал горным мастером, позже назначен начальником участка «Селлях» в составе комбината «Джугджурзолото».
С его участием было организовано успешное развитие подземной добычи руды. Было проведено техническое переоснащение и усиление энергетической мощности.
Указом Президиума Верховного Совета СССР от 30 марта 1971 года за выдающиеся производственные успехи, достигнутые в развитии цветной металлургии Николаю Романовичу Горковенко было присвоено звание Героя Социалистического Труда с вручением ордена Ленина и золотой медали «Серп и Молот».
В 1971 году стал работать в должности бригадира очистной бригады на шахте Аллах-Юнь. Активной участник общественной жизни. Избирался депутатом Аллах-Юньского районного Совета.
Проживал в городе Аллах-Юнь. Умер 22 января 1986 года.

## Награды
За трудовые успехи удостоен:
- золотая звезда «Серп и Молот» (30.03.1971),
- орден Ленина (30.03.1971),
- Орден Трудового Красного Знамени (06.02.1952),
- Орден «Знак Почёта»,
- другие медали.